# Třída Bizan (1993)
Třída Bizan je třída hlídkových lodí japonské pobřežní stráže. Celkem bylo postaveno 16 jednotek této třídy. Příbuznou třídou třídy Bizan jsou filipínské hlídkové lodě třídy Parola.

## Stavba
Na stavbě se podílely loděnice Mitsubishi Heavy Industries v Šimonoseki, Hitachi Zosen v Kanagawa (pozdější Universal Shipbuilding Corporation v Jokohamě, nyní Japan Marine United Corporation v Jokohamě) a Mitsui Engineering & Shipbuilding v Tamano (pozdější Mitsubishi Heavy Industries Maritime Systems v Tamano).
Jednotky třídy Bizan:
| Jméno            | Loděnice               | Založení kýlu    | Spuštěna           | Vstup do služby   | Status                                        |
| ---------------- | ---------------------- | ---------------- | ------------------ | ----------------- | --------------------------------------------- |
| Raizan (PS-06)   | Mitsubishi, Šimonoseki | 6. dubna 1993    | 15. listopadu 1993 | 31. ledna 1994    | původní názvy jako Bizan a Banna, aktivní     |
| Kamui (PS-05)    | Hitachi, Kanagawa      | 12. dubna 1993   | 15. listopadu 1993 | 31. ledna 1994    | vyřazena 30. ledna 2024                       |
| Ašitaka (PS-07)  | Mitsui, Tamano         | 9. prosince 1993 | 24. června 1994    | 30. září 1994     | aktivní                                       |
| Kariba (PS-08)   | Mitsubishi, Šimonoseki | 21. září 1994    | 25. května 1995    | 29. srpna 1995    | původní název jako Kurama, aktivní            |
| Arase (PS-09)    | Mitsubishi, Šimonoseki | 9. dubna 1996    | 4. října 1996      | 29. ledna 1997    | aktivní                                       |
| Sanbe (PS-10)    | Hitachi, Kanagawa      | 9. dubna 1996    | 22. října 1996     | 29. ledna 1997    | aktivní                                       |
| Mizuki (PS-11)   | Mitsui, Tamano         | 16. března 1999  | 28. dubna 2000     | 9. června 2000    | dne 7. září 2010 poškozen při kolizi, aktivní |
| Kója (PS-12)     | Universal, Jokohama    | 24. března 2003  | 19. listopadu 2003 | 18. března 2004   | aktivní                                       |
| Cukuba (PS-13)   | Mitsubishi, Šimonoseki | 4. prosince 2007 | 8. července 2008   | 4. března 2009    | aktivní                                       |
| Akagi (PS-14)    | Mitsubishi, Šimonoseki | 4. prosince 2007 | 21. října 2008     | 4. března 2009    | aktivní                                       |
| Bizan (PS-15)    | Mitsubishi, Šimonoseki | 26. dubna 2010   | 6. srpna 2010      | 26. dubna 2011    | aktivní                                       |
| Kunimi (PS-16)   | Mitsubishi, Šimonoseki | 26. dubna 2010   | 16. listopadu 2010 | 26. dubna 2011    | původní název jako Nobaru, aktivní            |
| Takačiho (PS-17) | Mitsubishi, Šimonoseki | 26. dubna 2010   | 14. dubna 2011     | 24. srpna 2011    | aktivní                                       |
| Sarobecu (PS-18) | Mitsubishi, Šimonoseki | 26. dubna 2011   | 6. července 2011   | 12. března 2012   | původní název jako Sanrei, aktivní            |
| Asadži (PS-19)   | Mitsubishi, Šimonoseki | 26. dubna 2011   | 1. prosince 2011   | 12. března 2012   | aktivní                                       |
| Šinzan (PS-20)   | Mitsui, Tamano         |                  | 2018               | 20. února 2019    | aktivní                                       |
| Saroma (PS-21)   | Mitsubishi, Tamano     |                  | 2022               | 19. října 2022    | aktivní                                       |
| Kirišima (PS-22) | JMU, Jokohama          |                  | 2022               | 21. prosince 2022 | aktivní                                       |

## Konstrukce

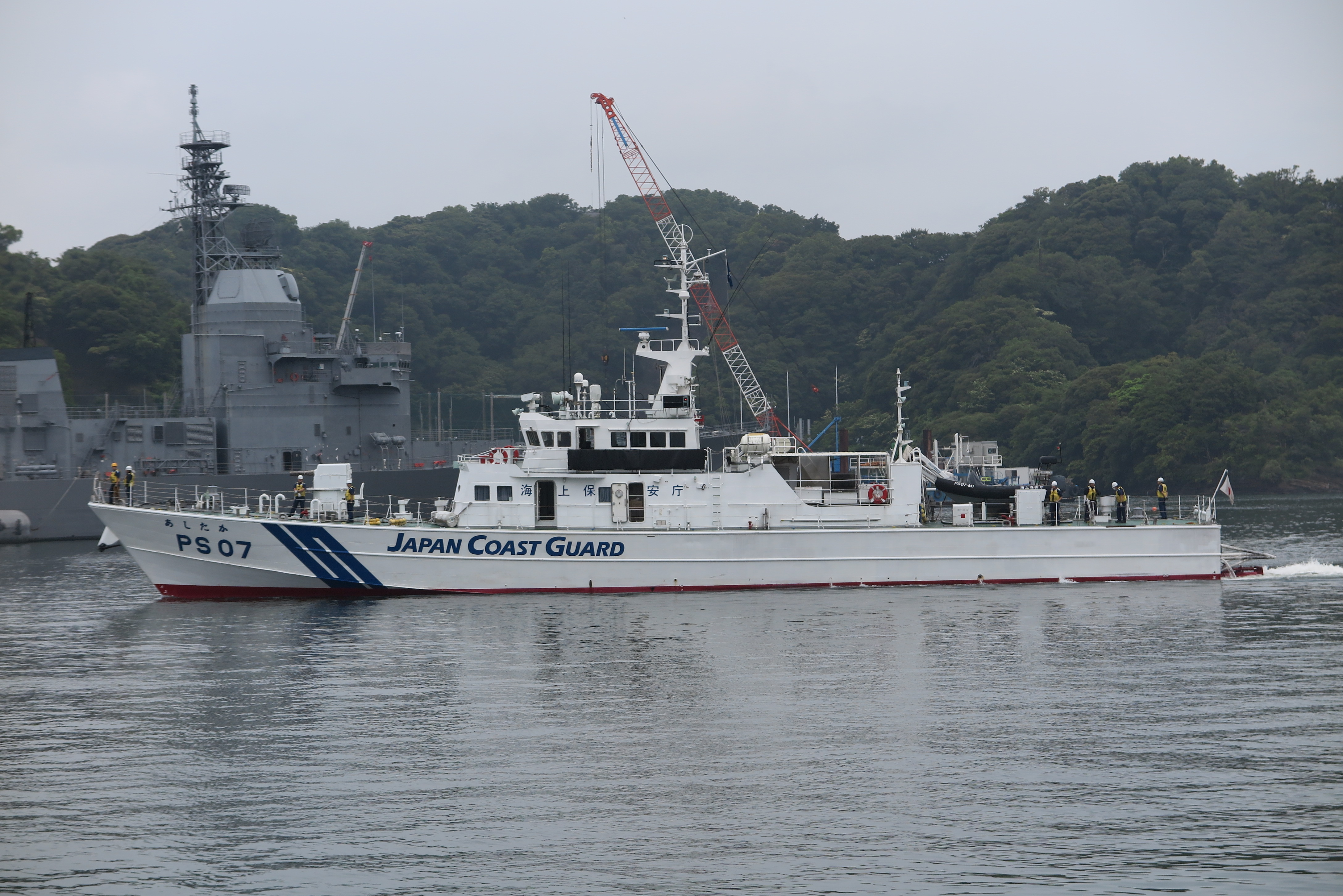
Ašitaka (PS-07)

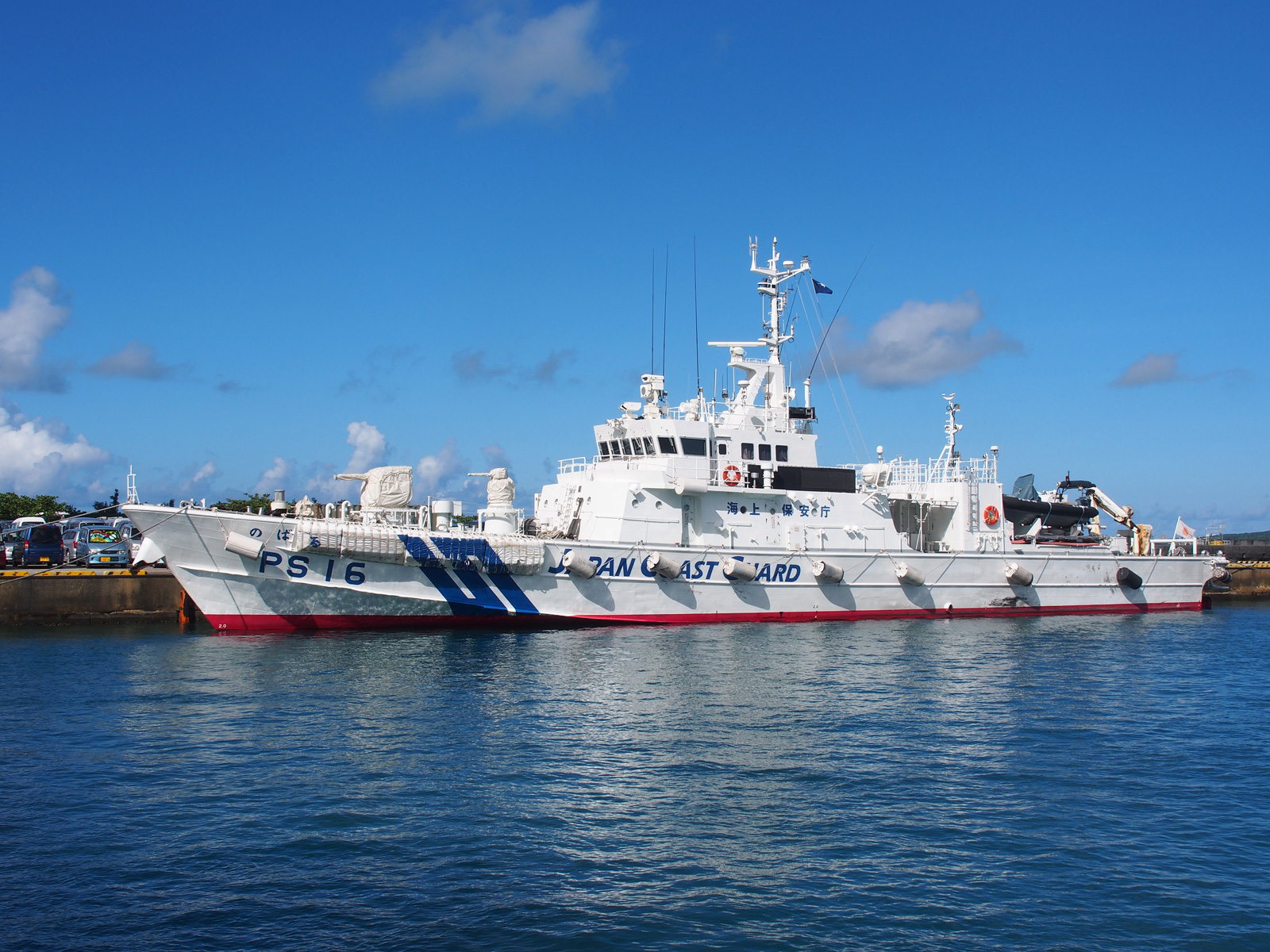
Nobaru (PS-16)

Prvních osm plavidel neslo jeden rotační 20mm kanón JM61-RFS Sea Vulcan. Na následná plavidla bylo rovněž instalováno jedno vodní dělo. Plavidla jsou vybavena rychlými čluny RHIB. Pohonný systém prvních šesti jednotek navazuje na třídu Mihaši. Tvoří jej dva diesely Niigata-SEMT-Pielstick 16PA4V-200VGA, každý o výkonu 3500 hp, a jeden diesel Niigata-SEMT-Pielstick 12PA4V-200VGA o výkonu 2700 hp, pohánějící dva lodní šrouby a jednu vodní trysku. Sedmá jednotka byla nahrazena Niigata-SEMT-Pielstick 16PA4V-200VGA místo Niigata-SEMT-Pielstick 12PA4V-200VGA. Pohonný systém pozdějších plavidel byl změněn na dva diesely Niigata 16V20FX, každý o výkonu 5000 hp. Nejvyšší rychlost dosahuje 35 uzlů.